# Ginger Alden
Ginger Alden (ur. 13 listopada 1956 w Memphis) – amerykańska aktorka i modelka. Była ostatnią partnerką piosenkarza i aktora Elvisa Presleya.